# Đại dịch COVID-19 tại Transnistria
Đại dịch COVID-19 đã được xác nhận đã đến nước cộng hòa Transnistria (chính thức là một phần của Moldova)

## Dòng thời gian
- Ngày 13 tháng 3 năm 2020: Chính phủ Transnistria cấm mọi hoạt động tụ tập công cộng.[2]
- Ngày 17 tháng 3 năm 2020: Chính phủ Transnistria tuyên bố đóng cửa tất cả các trường mẫu giáo, trường học, cao đẳng và đại học cho đến ngày 5/4.[3] Lối vào của công dân nước ngoài (bao gồm cả người Moldova) vào lãnh thổ xuyên quốc gia cũng bị cấm trong thời gian 19 ngày.[4]
- 21 tháng 3 năm 2020: Hai trường hợp COVID-19 dương tính đầu tiên được công bố tại Transnistria.[5]
- Ngày 24 tháng 3 năm 2020: Chính phủ Transnistria tuyên bố đình chỉ giao thông công cộng.[6]
- Ngày 25 tháng 3 năm 2020: Theo kênh truyền hình PMR, Chính phủ Transnistria báo cáo rằng có bảy người bị nhiễm coronavirus, trong đó có 2 trẻ em.[7]